# Aphrophila neozelandica
Aphrophila neozelandica is een tweevleugelige uit de familie steltmuggen (Limoniidae). De soort komt voor in het Australaziatisch gebied.